# Serapejon

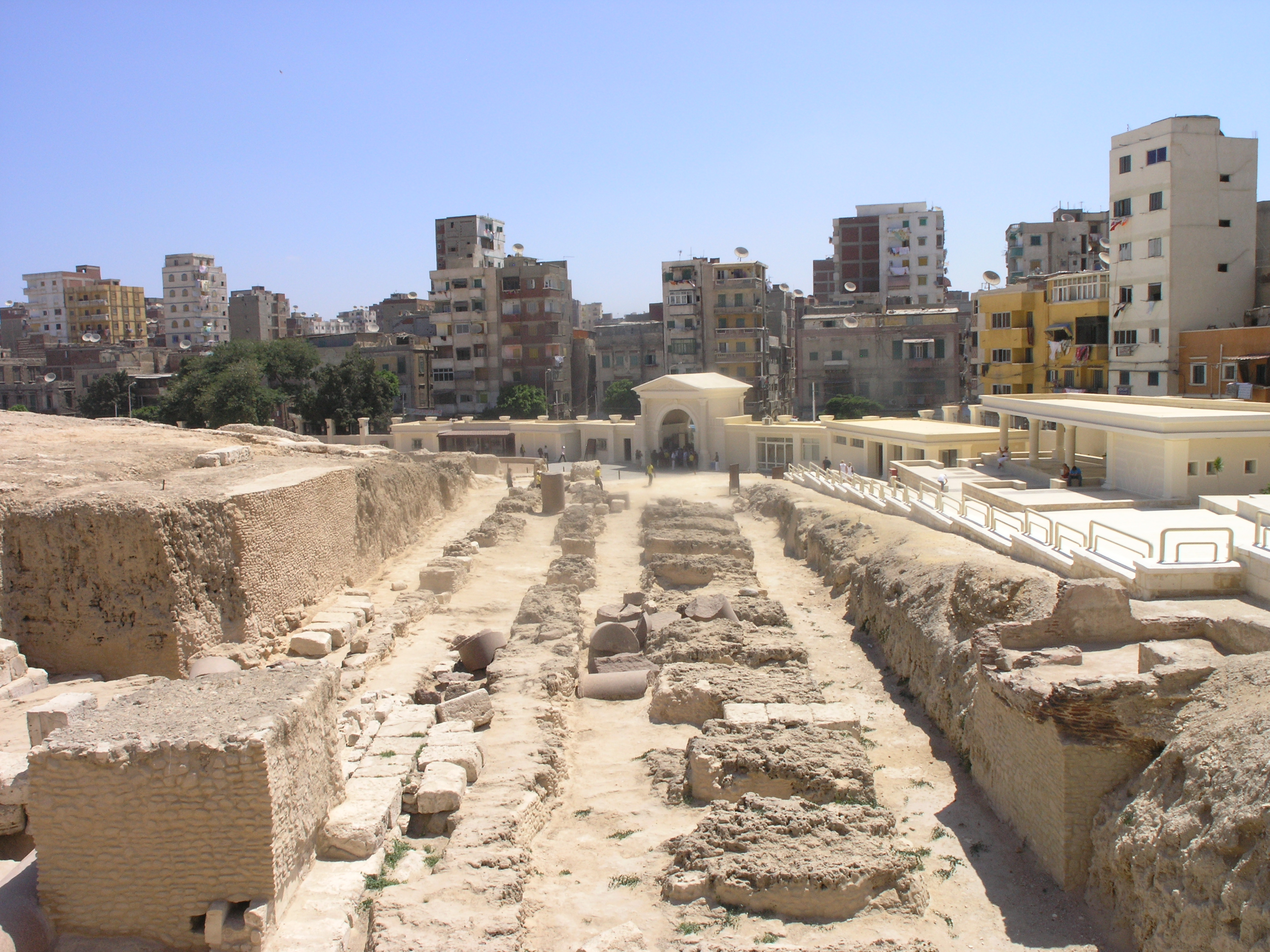
Ruiny Serapejonu w Aleksandrii

Serapejon (gr. Σεραπεῖον, łac. Serapeum) – świątynia Serapisa. Najważniejsza ze świątyń o tej nazwie znajdowała się w Aleksandrii w Egipcie. W czasie panowania dynastii Ptolemeuszy znajdował się tam ośrodek myśli filozoficznej oraz ogromna biblioteka, skupiająca około 70 tys. rękopisów.
W 391 roku Serapeum zostało zburzone na rozkaz cesarza Teodozjusza w ramach wprowadzania w życie Dekretów teodozjańskich. 
Następujący starożytni historycy chrześcijaństwa: Sozomenos, Rufin z Akwilei i Sokrates Scholastyk opisują, że w reakcji na decyzję cesarską o zburzeniu Serapejonu wyznawcy kultu pogańskiego zaczęli okupować świątynię oraz urządzać w Aleksandrii rzezie chrześcijan.
Neoplatoński filozof Eunapios (347–po 414) ukazywał zburzenie Serapionu jako dokonane przez chrześcijan bez żadnego godnego pochwały powodu, oskarżając ich o ograbienie świątyni. 